# Igreja Cristã Presbiteriana Pentecostal
Para outras denominações com nomes semelhantes, veja a desambiguação em Igreja Cristã Presbiteriana.
A Igreja Cristã Presbiteriana Pentecostal (ICPP) - oficialmente Federação das Igrejas Cristã Presbiteriana Pentecostal - é uma denominação pentecostal, formada por igrejas que aderiram às doutrinas pentecostais, no movimento de renovação entre presbiterianos no Brasil, nas décadas de 1960 e 1970.
No mesmo movimento, foram formadas diversas denominações dissidentes da Igreja Presbiteriana do Brasil e Igreja Presbiteriana Independente do Brasil. São elas: Igreja Evangélica Cristã Presbiteriana, formada em 1969, Igreja Cristã Presbiteriana, formada em 1968 e Igreja Presbiteriana Independente Renovada, fundada em 1972 (as duas últimas se uniram em 1975 para formar a atual Igreja Presbiteriana Renovada do Brasil).
Várias igrejas presbiterianas pentecostais não fizeram parte desta união e formaram presbitérios ou federações entre si. Em 1996, elas se organizaram formalmente como “Federação das Igrejas Cristã Presbiteriana Pentecostal”.
A ICPP se espalhou, recebendo igrejas separadas dos ramos tradicionais do Presbiterianismo e pela plantação de igrejas. Possui igrejas nos estados de São Paulo, Minas Gerais, Paraná e Bahia.
A a denominação é conhecida em Juquiá e Cruzeiro do Oeste pela realização de eventos musicais e em Limeira pela participação em obras sociais.

## História
Nas décadas de 1960 e 1970, diversas igrejas presbiterianas, tanto na Igreja Presbiteriana do Brasil, quanto na Igreja Presbiteriana Independente do Brasil, aderiram a doutrina pentecostal. Tais igrejas se separaram de suas denominações e formaram denominações pentecostais. Entre as denominações resultantes destes movimentos estão a Igreja Presbiteriana Renovada do Brasil e Igreja Evangélica Cristã Presbiteriana.
Em 1969, Silvano Geraldo Hase e Olinda Hase deram início a uma igreja pentecostal, na cidade de Juquiá. Em 11 de abril de 1971, a igreja foi oficialmente organizada e afiliada à outras igrejas presbiterianas pentecostais.
Em 1972, foi fundada a Igreja Cristã Presbiteriana Pentecostal de Limeira, que fundou várias filiais na cidade, além de Mogi Mirim. Outras igrejas foram fundadas em Minas Gerais, nos municípios de Muzambinho, Guaxupé, Nova Resende e Alpinópolis.
Em 1985, foi fundada, por Geraldo Egídio de Almeida e Marilene de Fátima Krebsky de Almeida, a Igreja Cristã Presbiteriana de Santa Bárbara d’Oeste. Outra igreja foi fundada na cidade de Jales, em 1987, pelo pastor Avenir Fernandes.
Em 1996, as igrejas cristãs presbiterianas pentecostais se organizaram formalmente como “Federação das Igrejas Cristã Presbiteriana Pentecostal”.

## Relações intereclesiásticas
Em 2015, a ICPP de Juquiá realizou evento evangelístico, em conjunto com a Igreja Presbiteriana de Juquiá, filiada a Igreja Presbiteriana do Brasil.

## Doutrina
A ICCP é uma denominação pentecostal. Portanto, crê no Batismo com o Espírito Santo como algo distinto da conversão, evidenciado pelas línguas estranhas. Igualmente, afirma a continuidade dos dons carismáticos e o batismo por imersão, apenas de adultos.
Isso a diferencia das denominações presbiterianas tradicionais, que praticam o pedobatismo, por aspersão. Denominações tradicionais, como a Igreja Presbiteriana do Brasil, geralmente creem que o batismo com o Espírito Santo está intimamente ligado a conversão e não necessariamente ligado aos dons carismáticos.